# Roman Redlich
Roman Nikołajewicz Redlich, ros. Роман Николаевич Редлих (ur. 30 października 1911 r. w Moskwie, zm. 20 sierpnia 2000 r. we Frankfurcie nad Menem) – rosyjski działacz i publicysta emigracyjny, filozof, propagandysta podczas II wojny światowej

## Życiorys
Pochodził z niemieckiej rodziny. W 1929 r. ukończył szkołę średnią. Pracował jako ślusarz. Następnie został młodszym pomocnikiem naukowym w Państwowym Instytucie Psychologii, Pedagogiki i Psychotechniki. W 1933 r. jego rodzina wyemigrowała do Niemiec. W 1940 r. R. N. Redlich ukończył studia filozoficzne na uniwersytecie w Berlinie. Wyznawał zasady solidaryzmu. W tym samym roku wstąpił do Narodowego Związku Pracujących (NTS). Przeszedł kursy propagandowe w obozie Abwehry w Wustrau. W latach 1942–1943 objeżdżał obozy jenieckie dla czerwonoarmistów, prowadząc antykomunistyczną agitację. Latem 1943 r. na polecenie kierownictwa NTS wyjechał na okupowane tereny ZSRR. W lipcu 1944 r. Gestapo próbowało go aresztować za antyniemiecką działalność, ale zbiegł i ukrywał się jako kapitan Worobiow. Po zakończeniu wojny w 1946 r. wszedł w skład Rady i Biura Wykonawczego NTS. W latach 1947–1955 prowadził kursy szkoleniowe dla działaczy NTS. Jednocześnie zajmował się historią literatury rosyjskiej, filozofią i pedagogiką. Był autorem kilku prac filozoficznych. Następnie do 1958 r. prowadził z Dalekiego Wschodu audycje radiowe NTS. Współpracował z radiostacją "Свободная Россия". Publikował artykuły w pismach "Посев", "Грани", "Наши дни", "Мыслители". Od 1992 r. prowadził kurs filozofii rosyjskiej na Humanistycznym Uniwersytecie Natalii Nesterowej w Moskwie. 

## Twórczość
- "Сталинщина как духовный феномен" (1971)
- "Советское общество" (1972)
- "Солидарность и свобода" (1984)
- "Предатель" (1992)